# 노스캐롤라이나 식민지

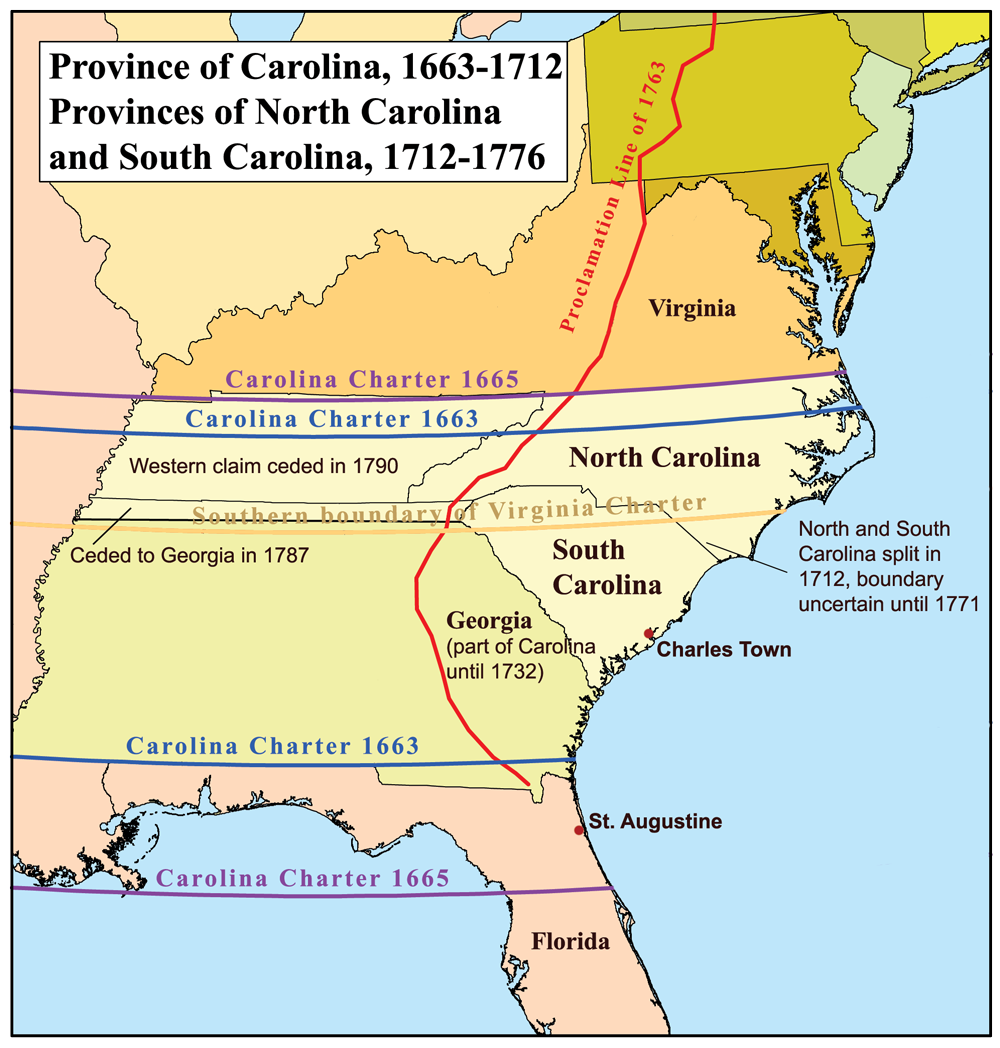
노스캐롤라이나 식민지

노스캐롤라이나 식민지(Province of North Carolina)는 1729년에서 1776년까지 현재 미국의 노스캐롤라이나에 존재했던 영국의 식민지이다. 처음에는 영주 8명에 의해 공인된 캐롤라이나 식민지의 일부였다.

## 개요
잉글랜드의 왕 찰스 2세가 버지니아 식민지에서 남쪽으로 스페인령 플로리다의 북쪽 땅에 1663년 캐롤라이나 식민지를 공인했다. 이 식민지의 북쪽 절반은 남쪽 절반과 크게 달랐고, 또한 두 지역 사이의 수송이나 정보 전달이 어려웠기 때문에 1691년에 북쪽 절반에 다른 부지사를 임명해 통치하도록 했다. 이 식민지의 남북의 분할은 1712년에 시행되었고, 북쪽 절반은 ‘노스캐롤라이나’라고 칭했지만, 같은 식민지 영주가 두 식민지를 지배하고 있는 것은 변함없었다. 1719년에 남쪽 절반 사우스캐롤라이나에서 영주에 대한 반란이 일어나, 1720년에 사우스캐롤라이나에 총독을 임명했지만, 식민지 영주는 노스캐롤라이나 주지사를 지명하는 것을 계속했다.
1729년, 영국 정부는 10년 간 식민지 영주 중 7명에서 토지를 매입을 해서 두 캐롤라이나 식민지는 왕실령 식민지가 되었다. 마지막 8분의 1의 몫은 (그랜빌 지구라는 노스캐롤라이나의 일부), 1776년 미국 독립 선언 전까지 카트렛 가문에서 보유하고 있었다.
식민지의 지도에서 2개의 중요한 변화가 생겼다. 하나는 1733년의 에드워드 모즈리에 의한 것이며, 또 하나는 1770년의 존 콜렛에 의한 것이었다. 노스캐롤라이나 식민지의 개척민들은 대부분 가난한 담배 농가이며, 이 단일 작물로 생계를 꾸리고 있었다. 사우스캐롤라이나의 농가는 대규모 농장을 가지고 있으며, 개척자민들은 수익성 작물을 재배하였다. 또한 사우스캐롤라이나 사람들은 인디고 (쪽)를 재배했으며, 이것은 의류와 실을 푸르게 물들이는 귀중한 염료로 사용되었다.

## 같이 보기
- 13개 식민지